# Asilus villosus
Asilus villosus là một loài ruồi trong họ Asilidae. Asilus villosus được Gmelin miêu tả năm 1790. Loài này phân bố ở vùng Cổ Bắc giới.